# Bulma
Bulma is een fictief figuur uit de manga-serie Dragon Ball van Akira Toriyama.
Bulma verschijnt voor het eerst in het eerste hoofdstuk, waarin ze bevriend raakt met het hoofdpersonage Son Goku. Ze is koppig, slim en, omdat ze weet dat ze slim is, ook arrogant. Tot haar uitvindingen behoren de dragonradar, een horloge waarmee je jezelf kan verkleinen en de beroemde tijdmachine waarmee haar zoon Trunks terug in de tijd reist om haar en andere te waarschuwen voor het gevaar van de cyborgs.
Ze heeft een zwak voor knappe stoere mannen waardoor ze de soms ook voor ´foute´ mannen valt zoals Yamcha de woestijnbandiet, de koppige en arrogante Vegeta, en zelfs Frieza´s handlanger Zarbon.

## Levensloop

### Dragon Ball
Bulma wordt al in de eerste manga gezien als een 16-jarig meisje dat op zoek is naar de Dragon Balls om een leuk vriendje te wensen. Ze vindt de Dragon Ball met de vier sterren bij Son Goku, van wie de bal is. Het is de erfenis van zijn opa Son Gohan. Ze overtuigt de naïeve Goku om haar de bal te lenen, wetende dat de ballen zich na het uitspreken van een wens zich verspreiden. Op zoek naar de andere Dragon Balls ontmoet ze haar latere vriend Yamcha, die dan een woestijnbandiet is. De twee vallen ondanks hun verschillen hopeloos voor elkaar, en dat blijven ze vrijwel, met af en toe wat ruzies en break-ups, door heel Dragon Ball heen. Ze weet Goku af en toe te helpen met het bouwen van een nieuwe Dragonrader, en met de strijd tegen het Red Ribbon Leger (hoewel ze daar eigenlijk tegen haar wil bij wordt betrokken).
Na de finale van Goku tegen Piccolo, zien we haar niet meer terug tot aan het begin van Dragon Ball Z.

### Dragon Ball Z

#### Saiyan-saga
Als Goku op bezoek gaat bij Master Roshi, zien we haar terug als een volwassen uitvindster, maar nog steeds met arrogante trekjes. Als Goku sterft in de strijd tegen Raditz, weet Bulma de scouter van Raditz te vertalen naar aardse tekens, zodat de andere Z-vechters snel worden gevonden. Terwijl Yamcha, Ten Shin Han, Krilin, Chaozu en Yajirobe trainen voor de strijd tegen Vegeta en Nappa, zoekt Bulma de Dragon Balls om Goku terug te wensen voor het gevecht. Het gevecht tegen de Saiyan blijkt een keerpunt te zijn in Bulma's leven. Een door de Saiyan gecreëerde Saibaman blaast zich op na verloren te hebben van Yamcha, die qua techniek en kracht beter was dan het monster. De kamikaze-actie van de Saibaman kost Yamcha het leven.

#### Namek-saga
Na het verloren gevecht met Vegeta, bereiden Bulma en de overgeblevene Z-vechters de trip naar Namek, de planeet waar Kami en Piccolo oorspronkelijk vandaan komen. Hun missie is om de omgekomen Z-vechters terug te wensen. Bulma weet door haar technisch inzicht daar heelhuids aan te komen. Behalve het ontmoeten van Dende heeft ze een kleine rol gedurende de gebeurtenissen op Namek. Ze wordt ze onder andere verliefd op de knappe ijdele Zarbon totdat ze zijn afzichtelijke transformatie ziet, en weet Ginyu haar lichaam tijdelijk te stelen. Ze wordt terug naar de aarde gewenst, tezamen met Piccolo, Gohan, Vegeta en de andere Nameks die door een eerdere wens weer tot leven waren gekomen.

#### Android-saga
Een half jaar later wordt Yamcha teruggewenst met de Dragon Balls. Maar de relatie loopt toch uiteindelijk op de klippen, waarschijnlijk door de verschillende karakters. Bulma begint steeds meer te voelen voor de sterke, maar zwijgzame en eveneens arrogante Vegeta. Tijdens de drie jaar durende trainingsperiode voordat de cyborgs tevoorschijn komen krijgen Vegeta en Bulma een zoon genaamd Trunks. Ze weet wel, geholpen door haar technische kunnen een apparaat te maken waardoor de cyborgs gedeactiveerd worden. Krilin weet de knop niet in te drukken, omdat hij verliefd is op C-18. Na het verslaan van Cell (een monster die Goku het leven kost), doet ze het wat rustiger aan met haar leven. Ze wordt meer en meer een huismoeder.

#### Buu-saga
Ze blijft betrokken bij de laatste gevechten van Dragon Ball Z. Een waarvoor haar verlies het grootst wordt: Vegeta blaast zich op, haar zoon Trunks fuseert met Goten. Bulma zelf sterft ook: Nadat Yamcha en Krilin, de enige beschikbare Z-vechters worden gedood door Boo, wordt Bulma samen met Videl en Chichi gedood op Kami's paleis. Ze wordt uiteindelijk teruggewenst, en geeft Goku al haar energie om Boo eens en voor altijd te stoppen. 7 jaar later heeft ze nog een dochter, Bra, en ziet Goku vertrekken met de reïncarnatie van Boo, genaamd Oob, in wie Goku de ideale opvolger ziet als beschermer van de Aarde.

## Trivia
- Bulma werd in Dragonball Evolution, de Amerikaanse live action-verfilming van Dragon Ball, vertolkt door Emmy Rossum. Hierin heeft ze geen blauw of groen haar, maar wel een blauw strookje in haar haar.